# Yotala (gemeente)
Yotala is een gemeente (municipio) in de Boliviaanse provincie Oropeza in het departement Chuquisaca. De gemeente telt naar schatting 9.950 inwoners (2018). De hoofdplaats is Yotala.

## Indeling
- Cantón Huayllas - 1.462 inwoners (2001)
- Cantón Pulqui - 348 inw
- Cantón Tuero - 1.043 inw
- Cantón Yotala - 6.644 inw